# Bryobifallax disjuncta
Bryobifallax disjuncta is een mosdiertjessoort uit de familie van de Microporidae. De wetenschappelijke naam van de soort is, als Rectonychocella disjuncta, voor het eerst geldig gepubliceerd in 1930 door Canu & Bassler.